# Paths of Possession
Paths of Possession – amerykańska grupa muzyczna wykonująca melodic death metal. Powstała 1999 roku na Florydzie.

## Dyskografia
- Legacy in Ashes (2002, Splattergod Records)
- Promises in Blood (2005, Metal Blade Records)
- The End of the Hour (2007, Metal Blade Records)